# شمشیربازی در المپیک تابستانی ۲۰۲۰
شمشیربازی یکی از ورزش‌های بازی‌های المپیک تابستانی ۲۰۲۰ است که از ۲۴ ژوئیه تا ۱ اوت ۲۰۲۱ برگزار شد.
این مسابقات در ۲ بخش مردان و زنان در ۱۲ رویداد انجام شد.

## جدول مدال‌ها
*   کشور میزبان (ژاپن)
| رتبه            | کشور                | طلا | نقره | برنز | مجموع |
| --------------- | ------------------- | --- | ---- | ---- | ----- |
| ۱               | چین                 | ۳   | ۴    | ۱    | ۸     |
| ۲               | فرانسه              | ۲   | ۲    | ۱    | ۵     |
| ۳               | کره جنوبی           | ۱   | ۱    | ۳    | ۵     |
| ۴               | مجارستان            | ۱   | ۱    | ۱    | ۳     |
| ۵               | استونی              | ۱   | ۰    | ۱    | ۲     |
| ۵               | ایالات متحده آمریکا | ۱   | ۰    | ۱    | ۲     |
| ۷               | هنگ کنگ             | ۱   | ۰    | ۰    | ۱     |
| ۷               | چین                 | ۱   | ۰    | ۰    | ۱     |
| ۷               | ژاپن*               | ۱   | ۰    | ۰    | ۱     |
| ۱۰              | ایتالیا             | ۰   | ۳    | ۲    | ۵     |
| ۱۱              | رومانی              | ۰   | ۱    | ۰    | ۱     |
| ۱۲              | اوکراین             | ۰   | ۰    | ۱    | ۱     |
| ۱۲              | جمهوری چک           | ۰   | ۰    | ۱    | ۱     |
| مجموع (۱۳ کشور) | مجموع (۱۳ کشور)     | ۱۲  | ۱۲   | ۱۲   | ۳۶    |

## نتایج

### مردان
| رویداد        | طلا                                                                      | نقره                                                                                          | برنز                                                                                    |
| اپه انفرادی   | روما کنون · فرانسه                                                       | گرگی سیکلوسی · مجارستان                                                                       | ایگور ریزلین · اوکراین                                                                  |
| اپه تیمی      | ژاپن (JPN) · کوکی کانو · کازویاسو مینوبه · ماسارو یامادا · ساتورو اویاما | کمیته المپیک روسیه (ROC) · سرگی بیدا · سرگی خودوس · پاول سوخوف · نیکیتا گلازکوف               | کره جنوبی (KOR) · پارک سانگ-یونگ · ما سه-گون · سونگ جائه-هو · کوون یونگ-جون             |
| فلوره انفرادی | چئونگ کا-لونگ · هنگ کنگ                                                  | دنیله گروتسو · ایتالیا                                                                        | الکساندر کوپنیچ · جمهوری چک                                                             |
| فلوره تیمی    | فرانسه (FRA) · انزو لوفور · اروان لو پشو · ژولین مرتین · ماسکیم پوتی     | کمیته المپیک روسیه (ROC) · آنتون بوروداچف · کیریل بوروداچف · ولادیسلاو میلنیکوف · تیمور سافین | ایالات متحده آمریکا (USA) · ریس ایمبودن · نیک ایتکین · الکساندر ماسیالاس · گرک ماینهارت |
| سابر انفرادی  | آرون سیلاگی · مجارستان                                                   | لوئیجی سامله · ایتالیا                                                                        | کیم جونگ-هوان · کره جنوبی                                                               |
| سابر تیمی     | کره جنوبی · اوه سانگ-اوک · کیم جون-هو · کیم جونگ-هوان · گو بون-گیل       | ایتالیا · لوکا کاراتولی · لوئیجی سامله · ارنیکو بره · آلدو مونتانو                            | مجارستان · آرون سیلاگی · آندراش ساتماری · تاماش دچی · چاند گمسی                         |

### زنان
| رویداد        | طلا                                                                                | نقره                                                                    | برنز                                                                           |
| اپه انفرادی   | سان ییون · چین                                                                     | آنا ماریا برنزا · رومانی                                                | کاترینا لهیس · استونی                                                          |
| اپه تیمی      | استونی (EST) · یولیا بلیایوا · ایرینا امبریش · اریکا کیرپو · کاترینا لهیس          | کره جنوبی (KOR) · چوی این-جونگ · کانگ یونگ-می · لی هیه-این · سونگ سه-را | ایتالیا (ITA) · روسلا فیامینگو · فدریکو ایزولا · مارا ناواریا · آلبرتا سانتوچو |
| فلوره انفرادی | لی کیفر · ایالات متحده آمریکا                                                      | اینا دریگلازوا · کمیته المپیک روسیه                                     | لاریسا کوروبینیکووا · کمیته المپیک روسیه                                       |
| فلوره تیمی    | چین · اینا دریگلازوا · لاریسا کوروبینیکووا · مارتا مارتیانووا · آدلینا زاگیدولیننا | فرانسه · آنیتا بلز · آسترید گویار · پولین رانویه · ایسائورا تیبوس       | ایتالیا · مارتینا باتینی · اریکا چیپرسا · آریانا اریگو · آلیچه وولپی           |
| سابر انفرادی  | سوفیا پوزدنیاکووا · کمیته المپیک روسیه                                             | سوفیا ولیکیا · کمیته المپیک روسیه                                       | منو برونه · فرانسه                                                             |
| سابر تیمی     | کمیته المپیک روسیه (ROC) · اولگا نیکیتینا · سوفیا پوزدنیاکووا · سوفیا ولیکیا       | فرانسه (FRA) · سارا بالزر · سیسیلیا بردر · منو برونه · شارلوت لومباک    | کره جنوبی (KOR) · کیم جی-یون · یون جی-سو · سو جی-یون · چوی سو-یون              |

## کشورهای شرکت کننده
- الجزایر (۴)
- آرژانتین (۱)
- جمهوری آذربایجان (۱)
- برزیل (۲)
- کانادا (۱۱)
- شیلی (۱)
- چین (۱۵)
- کلمبیا (۱)
- جمهوری چک (۲)
- مصر (۱۴)
- استونی (۴)
- فرانسه (۱۸)
- گرجستان (۱)
- آلمان (۹)
- بریتانیای کبیر (۱)
- یونان (۱)
- هنگ کنگ (۸)
- مجارستان (۱۳)
- هند (۱)
- ایران (۴)
- ایتالیا (۲۴)
- ژاپن (21) Host
- قزاقستان (۱)
- قرقیزستان (۱)
- مکزیک (۱)
- مراکش (۱)
- هلند (۱)
- پرو (۱)
- لهستان (۵)
- کره جنوبی (۱۸)
- چین (۲۴)
- رومانی (۲)
- سنگال (۱)
- سنگاپور (۲)
- اسپانیا (۳)
- سوئیس (۴)
- تونس (۸)
- ترکیه (۱)
- اوکراین (۶)
- ایالات متحده آمریکا (۲۴)
- ازبکستان (۳)
- ونزوئلا (۲)